# 임현식의 세상돋보기
《임현식의 세상돋보기》는 2000년 10월 30일부터 2001년 10월 31일까지 문화방송에서 방송되었던 시사교양 프로그램이다.

## 기획의도
- 가장 최근에 일어난 시사문제나 훈훈한 미담을 포착, 발빠른 여론 전달을 목표로 사회 곳곳 어디든 달려간다. 시청자들은 시사적이고 속시원한 외침과 삶의 감동을 동시에 느낄 수 있을 것이다. 각계각층이 이용하는 교통수단인 택시를 통해 우리의 살아있는 얘기를 시청자와 함께 펼쳐보는 프로그램입니다

## 진행
- 임현식 배우 (남)

## 방송 시간
| 방송 채널 | 방송 기간                           | 방송 시간                                    | 방송 분량 |
| --------- | ----------------------------------- | -------------------------------------------- | --------- |
| MBC TV    | 2000년 10월 30일 ~ 2001년 7월 25일  | 매주 월요일 ~ 수요일 밤 11시 55분 ~ 12시     | 5분       |
| MBC TV    | 2001년 7월 30일 ~ 2001년 7월 31일   | 월요일 ~ 화요일 밤 11시 55분 ~ 12시          | 5분       |
| MBC TV    | 2001년 8월 1일                      | 수요일 밤 12시 5분 ~ 12시 10분               | 5분       |
| MBC TV    | 2001년 8월 6일 ~ 2001년 8월 7일     | 월요일 ~ 화요일 밤 11시 55분 ~ 12시          | 5분       |
| MBC TV    | 2001년 8월 8일                      | 수요일 밤 12시 5분 ~ 12시 10분               | 5분       |
| MBC TV    | 2001년 8월 13일 ~ 2001년 8월 14일   | 월요일 ~ 화요일 밤 11시 50분 ~ 11시 55분     | 5분       |
| MBC TV    | 2001년 8월 20일 ~ 2001년 8월 22일   | 월요일 ~ 수요일 밤 12시 5분 ~ 12시 10분      | 5분       |
| MBC TV    | 2001년 8월 27일 ~ 2001년 8월 28일   | 월요일 ~ 화요일 밤 12시 5분 ~ 12시 10분      | 5분       |
| MBC TV    | 2001년 8월 29일                     | 수요일 밤 11시 55분 ~ 12시                   | 5분       |
| MBC TV    | 2001년 9월 3일 ~ 2001년 9월 4일     | 월요일 ~ 화요일 밤 12시 5분 ~ 12시 10분      | 5분       |
| MBC TV    | 2001년 9월 5일                      | 수요일 밤 11시 55분 ~ 12시                   | 5분       |
| MBC TV    | 2001년 9월 10일 ~ 2001년 9월 11일   | 월요일 ~ 화요일 밤 12시 5분 ~ 12시 10분      | 5분       |
| MBC TV    | 2001년 9월 17일                     | 월요일 밤 12시 15분 ~ 12시 20분              | 5분       |
| MBC TV    | 2001년 9월 18일 2001년 9월 19일     | 화요일 ~ 수요일 밤 12시 5분 ~ 12시 10분      | 5분       |
| MBC TV    | 2001년 9월 24일 2001년 9월 25일     | 월요일 ~ 화요일 밤 11시 55분 ~ 12시          | 5분       |
| MBC TV    | 2001년 9월 26일                     | 수요일 밤 12시 5분 ~ 12시 10분               | 5분       |
| MBC TV    | 2001년 10월 8일                     | 월요일 밤 12시 5분 ~ 12시 10분               | 5분       |
| MBC TV    | 2001년 10월 9일 ~ 2001년 10월 10일  | 화요일 ~ 수요일 밤 11시 55분 ~ 12시          | 5분       |
| MBC TV    | 2001년 10월 15일 ~ 2001년 10월 31일 | 매주 월요일 ~ 수요일 밤 12시 5분 ~ 12시 10분 | 5분       |